# Дональд Маккензі Воллес
Дональд Маккензі Воллес (англ. Donald Mackenzie Wallace; 11 листопада 1841 — 10 січня 1919) — шотландський публіцист і письменник, державний службовець, родом з Пейслі, Ренфрюшир, помер в Лимінґтоні, Англія.

## Життєпис
Дональд Маккензі Воллес був сином Роберта Воллеса і Сари Маккензі й втратив обох батьків до того, як йому виповнилося десять років. Він вивчав право в Единбурзі, Парижі, Берліні і здобув ступінь доктора в Гейдельберзі в 1867 році. У грудні 1869 він повернувся на батьківщину. На початку 1870 року Воллес вирушив до Росії з основною метою відвідати Осетію на Північному Кавказі. Молодий британець спочатку думав провести там тільки кілька місяців, ставлячи собі за мету етнографічне вивчення осетин. Але, зіткнувшись ближче з життям та історією величезної країни, «несподівано знайшов таку силу-силенну предметів для вивчення», що вирішив ґрунтовно зайнятися дослідженням побуту, традицій та історії Росії.
Він описав результати своїх досліджень по Росії в роботі «Росія» (2 т., Лондон, 1877 р.; 5-е переглянуте видання, 2 т., 1905 р), переклад якої був зроблений на російську мову. Відомий політичний діяч Росії Павел Мілюков зізнавався, що ця книга справила на нього дуже сильне враження. Завдяки успіху книги Воллес став іноземним кореспондентом газети «Таймс» відразу після того, як вона з'явилася, спочатку в Санкт-Петербурзі, потім в 1878 році (під час конгресу) в Берліні, а далі до 1884 року в Константинополі. На завершальному етапі своєї роботи він вирушив в спеціальну місію в Єгипет, результат якої він записав в успішній книзі «Єгипет і єгипетське питання» (Лондон, 1883). У 1884 році він відповів на заклик лорда Дафферін, віцекороля Індії, служити його особистим секретарем.
У 1889 році Воллес, який отримав лицарське звання минулого року, повернувся в Англію через Персію, Середню Азію і Росію. У той час він написав роботу «По суші з Індії» (англійською в ілюстрованому журналі, 1889 рік). В 1890 році вирушив до Бомбея від імені англійського уряду, щоб супроводжувати російського спадкоємця престолу Миколу в його подорожі по Індії і Цейлону.
Після повернення Воллес став керівником відділу закордонних справ «Таймсу». Він коротко брав участь у редагуванні 10-го видання Британської енциклопедії. З березня по жовтень 1901 року як особистий секретар супроводжував герцога Корнуолла і Йорка (майбутнього короля Георга V) у великій поїздці на Гібралтар, Мальту, Аден, Цейлон, Австралію, Нової Зеландії, колонію Наталь і навіть в Канаду. У своїй останній книзі «Мережа імперії» він опублікував враження від цих мандрів. У 1909 році був у свиті російського імператора під час його візиту до Англії і був з 1909 по 1910 камергером Едуарда VII, а потім Георга V. Нагороджений орденом Індійської імперії (1888) і орденом Вікторії (1901), ніколи не був одружений і помер 10 січня 1919 року в віці 77 років в Лімінгтоні в Гемпширі.

## Подорожі Росією
Воллес провів у Російській імперії майже шість років, поперемінно живучи у Москві, Санкт-Петербурзі і Ярославі, вивчив російську мову, а також познайомився з російською історією та літературою. Спочатку він мав намір на деякий час оселитися в Києві, бо знав, що це найстаріше і найповажніше з «російських міст». Однак оскільки він хотів вивчити енергійних будівничих великоросійської імперії, а не нащадків Вільного козацтва, незабаром відмовився від своєї ідеї й вибрав Москву як свій пункт спостереження. Протягом декількох років регулярно проводив тут кілька зимових місяців. Один з його знайомих поміщиків запропонував йому відвідати глухе село, де був його маєток. Воллес погодився і вирушив до Іванівки — села, розташованого за 20 верст від маленької станції Миколаївської залізниці в Новгородській губернії. Поруч з селом розташовувалося кілька карельських сіл, жителі яких не говорили й не розуміли російську. Свої враження від характеру і побуту жителів цих міст він детально описує в своїй книзі. Побував Воллес також в багатьох інших місцях, зустрічався з татарами, калмиками, татарами. На Україні, крім Києва, побував у Харкові та Одесі, які схарактеризував як напівнезалежні центри окремої цивілізації. Ось деякі з його спостережень за життям українців у порівнянні з росіянами:
|  | … між цими двома частинами населення існують глибокі відмінності — відмінності в мові, костюмі, традиціях, народних піснях, прислів'ях, фольклорі, побуті, способі життя і громадської організації… Справді, якби я не боявся зайвий раз дратувати патріотичну сприйнятливість моїх великих російських друзів, у яких є улюблена теорія на цю тему, я повинен сказати, що у нас тут ми маємо дві різні національності, значно більш відмінні одна від одної, ніж англійці і шотландці. |

В цілому Воллес мав приємні враження від Росії й відмічав, що деякі з найбільш важливих провінційних міст можуть запропонувати дуже респектабельне житло, однак, на його думку, перш ніж західні європейці зможуть з комфортом подорожувати до Росії, треба ще багато чого зробити. «Чистота, перший і найважливіший елемент комфорту, все ще є рідкісним товаром, і його часто неможливо купити за будь-яку ціну».